# Moropsyche incerta
Moropsyche incerta is een schietmot uit de familie Apataniidae. De soort komt voor in het Oriëntaals gebied.